# Fourches
Fourches ist eine französische Gemeinde mit 217 Einwohnern (Stand: 1. Januar 2022) im Département Calvados in der Region Normandie. Sie gehört zum Arrondissement Caen und zum Kanton Falaise. Die Bewohner werden als Fourchus bezeichnet.

## Geografie
Fourches liegt etwa 10 km ostsüdöstlich von Falaise. Umgeben wird die Gemeinde von Crocy im Norden, Le Marais-la-Chapelle im Nordosten, Ommoy im Osten, Merri im Südosten, Brieux im Süden, Nécy im Südwesten, Vignats im Westen sowie Pertheville-Ners in nordwestlicher Richtung.

## Bevölkerungsentwicklung
| Jahr                             | 1793 | 1836 | 1876 | 1926 | 1946 | 1968 | 1990 | 2008 | 2016 |
| Einwohner                        | 451  | 411  | 302  | 181  | 212  | 170  | 147  | 179  | 228  |
| Quelle: Cassini, EHESS und INSEE |      |      |      |      |      |      |      |      |      |

## Sehenswürdigkeiten

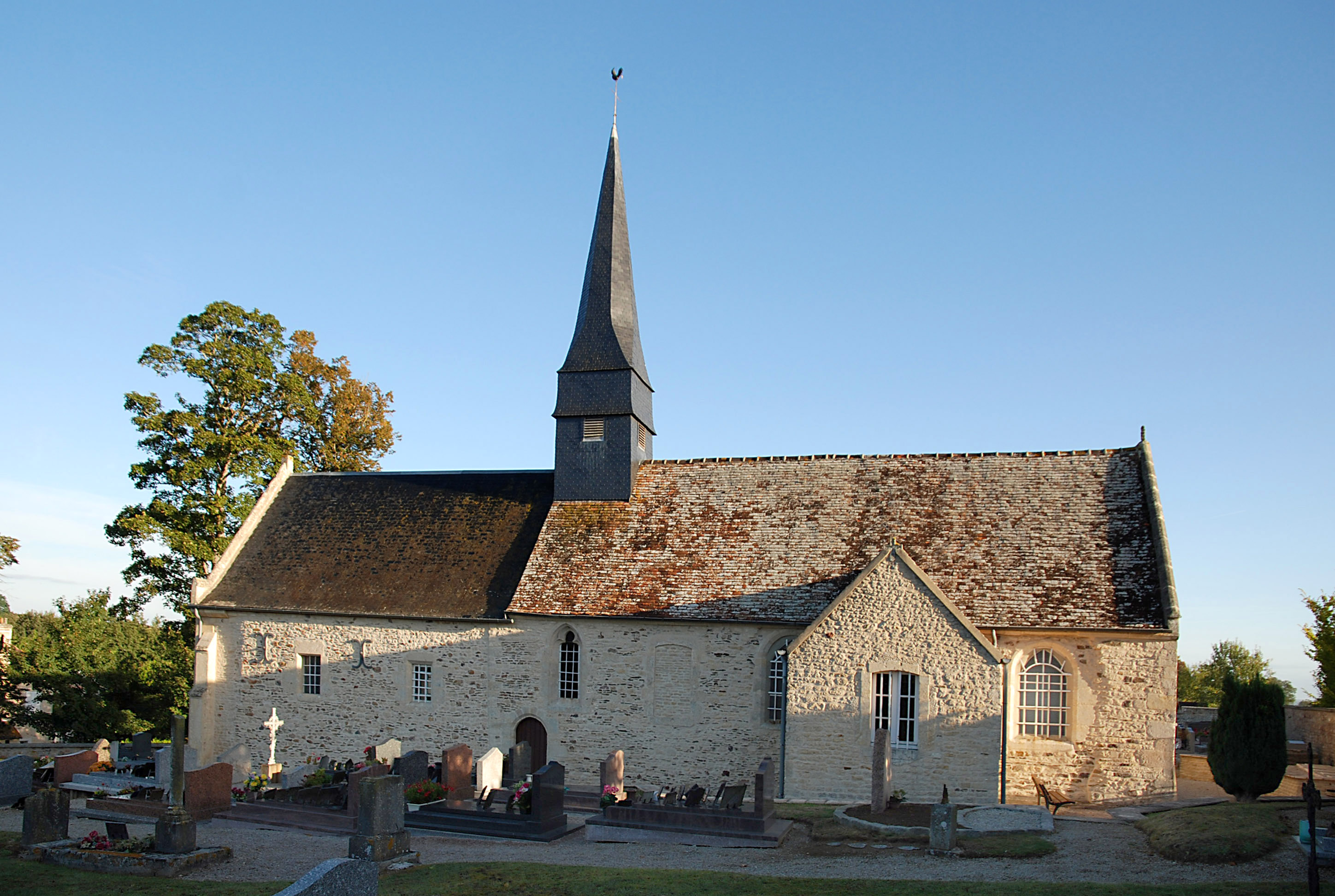
Kirche Saint-Germain

- Pfarrkirche Saint-Germain
- Reste eines Schlosses